# Sant Miquel de Batea
Sant Miquel de Batea és una església de Batea (Terra Alta) inclosa a l'Inventari del Patrimoni Arquitectònic de Catalunya.

## Descripció
És un edifici de carreus, de grans proporcions (769 m² interiors x 1276 m² exteriors), amb planta de creu llatina amb creuer, cúpula i cimbori. L'interior té tres naus amb columnes quadrades i tota mena de cornises, entaulaments, voltes, etc. pròpies del barroc. Hi ha un altar al Santíssim afegit al costat del presbiteri.
El campanar està al costat de l'evangeli: té planta quadrada fins al nivell de la façana on es fa octogonal amb obertures allargades i balustrada superior.
Les façanes laterals i la posterior són planes, amb petites obertures. A les primeres s'aprecien els contraforts per la part superior, que després queden a l'interior. La façana principal és el millor del conjunt: dividida verticalment en tres parts per mitjà de mitges pilastres toscanes, cadascuna de les quals té una portalada. La major és la central, totes elles típicament barroques i sobretot la central, de capitells corintis, columnes salomòniques, etc. Per sobre d'ella hi ha un òcul.
Un entaulament serveix de basa per a coronar la façana per mitjà d'un frontó triangular motllurat. Les cobertes són de teula àrab.
El lloc sobre el qual s'alça aquesta església era el mateix on hi havia l'anterior, gòtica, que ocupava la part posterior, com encara es pot veure als carreus de l'absis i de l'exterior, pel costat de l'epístola on hi havia, també, l'antic fossar. Les marques dels picapedrers apareixen constantment.
Hi ha restes de carreus amb dibuixos goticitzants provinents de l'anterior església que es troben a cases veïnes, als paraments, reutilitzats.
És impressionant la gran imatge de Sant Miquel que hi ha a la façana.
A una casa del carrer Major, núm. 36, hi ha encastades a la paret dues pedres -amb la Verge i Jesús a una d'elles i una figura i dibuixos a l'altra- que semblen procedir de l'anterior església gòtica. Aquest habitatge fou residència d'un abat.